# Peter Köck

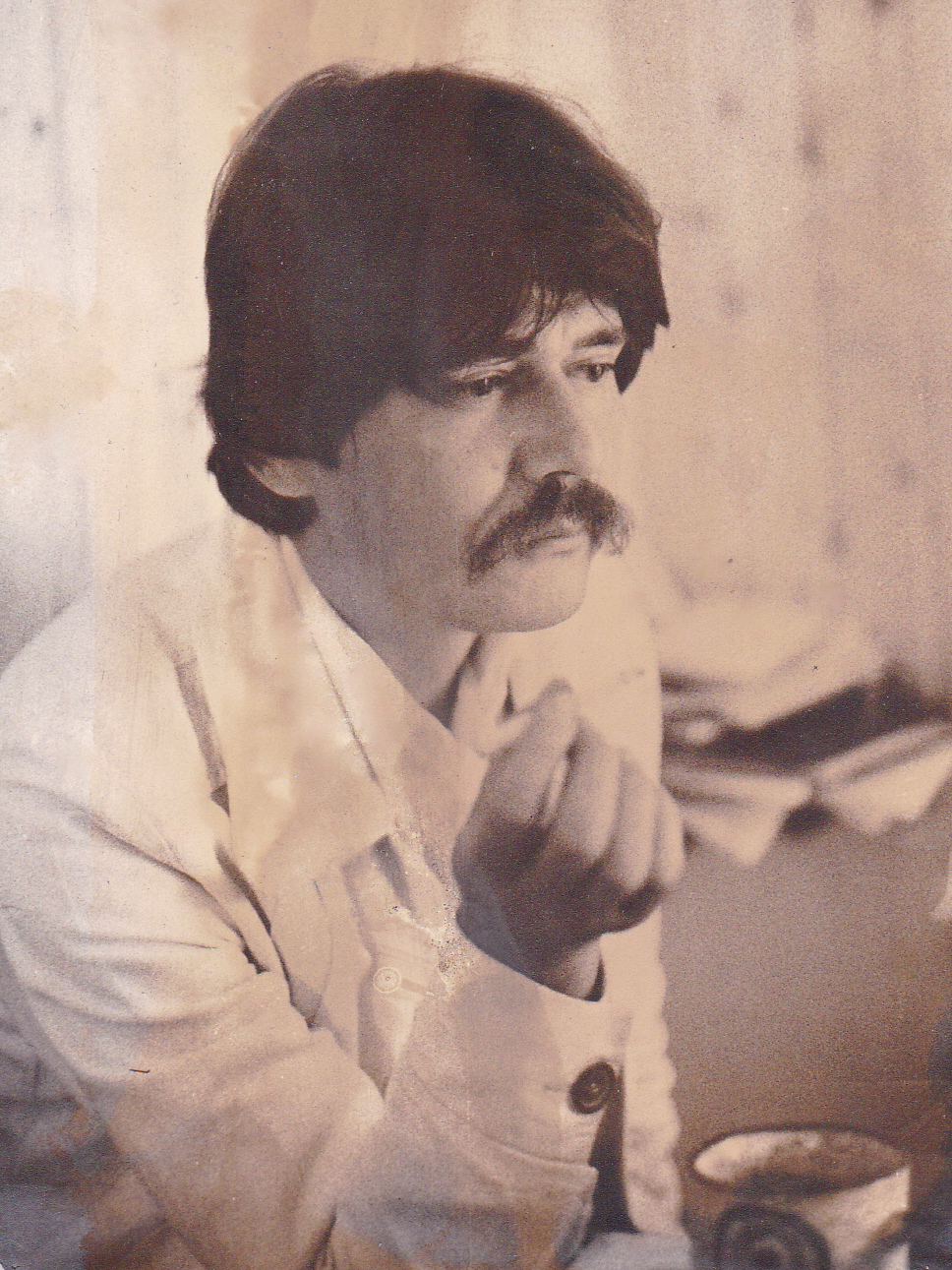
Peter Köck in den 1970er Jahren

Peter Köck (* 2. Oktober 1949 in Pöllau, Steiermark; † 1. Juni 1989 in Wien) war ein österreichischer Dichter.

## Leben
Peter „Pjotr“ Köck studierte in Graz Psychologie und Philosophie mit einer Dissertation über Nahwahrnehmung und war Jazz-Trompeter und Bildkünstler und Grafiker. 1987 übersiedelte er nach Wien, wo er zwei Jahre später im Donau-Oder-Kanal aus ungeklärter Ursache ertrank. Er veröffentlichte seit 1975 im Österreichischen Rundfunk und Literaturzeitschriften wie Freibord, sowie in Anthologien. Der Gangan Verlag plante noch zu Lebzeiten die Gesamtausgabe seines Werkes.

## Werke
- Das Bild anfängt stehen. LXIV Etüden in Haiku. Gangan, Wien 1989.
- Das unbewältigte Wörterbuch. Gangan, Wien 1990.